# Ulica Kremerowska w Krakowie
Ulica Kremerowska – ulica w Krakowie, w dzielnicy I Stare Miasto, na Piasku. Przebiega od ulicy Jana Sobieskiego w kierunku zachodnim i południowo-zachodnim do ulicy Karmelickiej.
Ulica została wytyczona w okresie intensywnego rozwoju miasta, na początku XX wieku, jako przedłużenie ulicy Grabowskiego w kierunku wschodnim. Obecną nazwę ulicy nadano w 1909 roku. Nawiązuje ona do rodziny Kremerów, która posiadała w tym rejonie swoje rozległe posiadłości, m.in. podmiejskie ogrody.

## Zabudowa
Zabudowa ulicy ma charakter mieszkalny – określają ją głównie kamienice czynszowe, zrealizowane na początku XX wieku w stylu wczesnego modernizmu. Charakterystycznym elementem zabudowy ulicy Kremerowskiej są cztery kamienice z fasadami z cofniętymi partiami środkowymi i ogródkami wewnątrz uformowanej w ten sposób bryły, przed wejściem. Ten rodzaj kamienicy nie był częstą formą w architekturze krakowskiej początku XX wieku.
- ul. Kremerowska 1 (ul. Sobieskiego 10–12) – Narożny zespół dwóch kamienic o cechach architektury modernistycznej. Projektowali Wacław Krzyżanowski i Józef Pakies, 1907.
- ul. Kremerowska 2 (ul. Sobieskiego 8) – Kamienica. Projektował Henryk Lamensdorf, 1913.
- ul. Kremerowska 3 – Kamienica o cechach architektury modernistycznej. Projektował Alfred Kramarski, 1909.
- ul. Kremerowska 6 – Kamienica o cechach architektury modernistycznej. Projektował Aleksander Biborski, 1910. W kamienicy tej mieszkał Ignacy Daszyński, co upamiętnia stosowna tablica pamiątkowa, wmurowana w elewację budynku.
- ul. Kremerowska 8 – Kamienica z fasadą z cofniętymi partiami środkowymi i z ogródkiem w środku, przed wejściem. Projektował Ludwik Gutman, ok. 1910.
- ul. Kremerowska 10 – Kamienica z fasadą z cofniętymi partiami środkowymi i z ogródkiem w środku, przed wejściem. Projektował Ludwik Gutman, ok. 1910.
- ul. Kremerowska 12 – Kamienica w stylu wczesnego modernizmu. Projektował Janusz Zarzecki, 1912.
- ul. Kremerowska 14 – Kamienica z fasadą z cofniętymi partiami środkowymi i z ogródkiem w środku, przed wejściem. Projektował Henryk Lamensdorf, 1910–1912.
- ul. Kremerowska 15 (ul. Feldmana 2) – Kamienica w stylu modernistycznym, z bogato rzeźbionym portalem. Wzniesiona ok. 1930.
- ul. Kremerowska 16 – Kamienica z fasadą z cofniętymi partiami środkowymi i z ogródkiem w środku, przed wejściem. Projektował Henryk Lamensdorf, 1910–1912.
- ul. Kremerowska 19 (ul. Karmelicka 43–43a) – Zabytkowy dom. Projektował Jacek Matusiński, 1875.

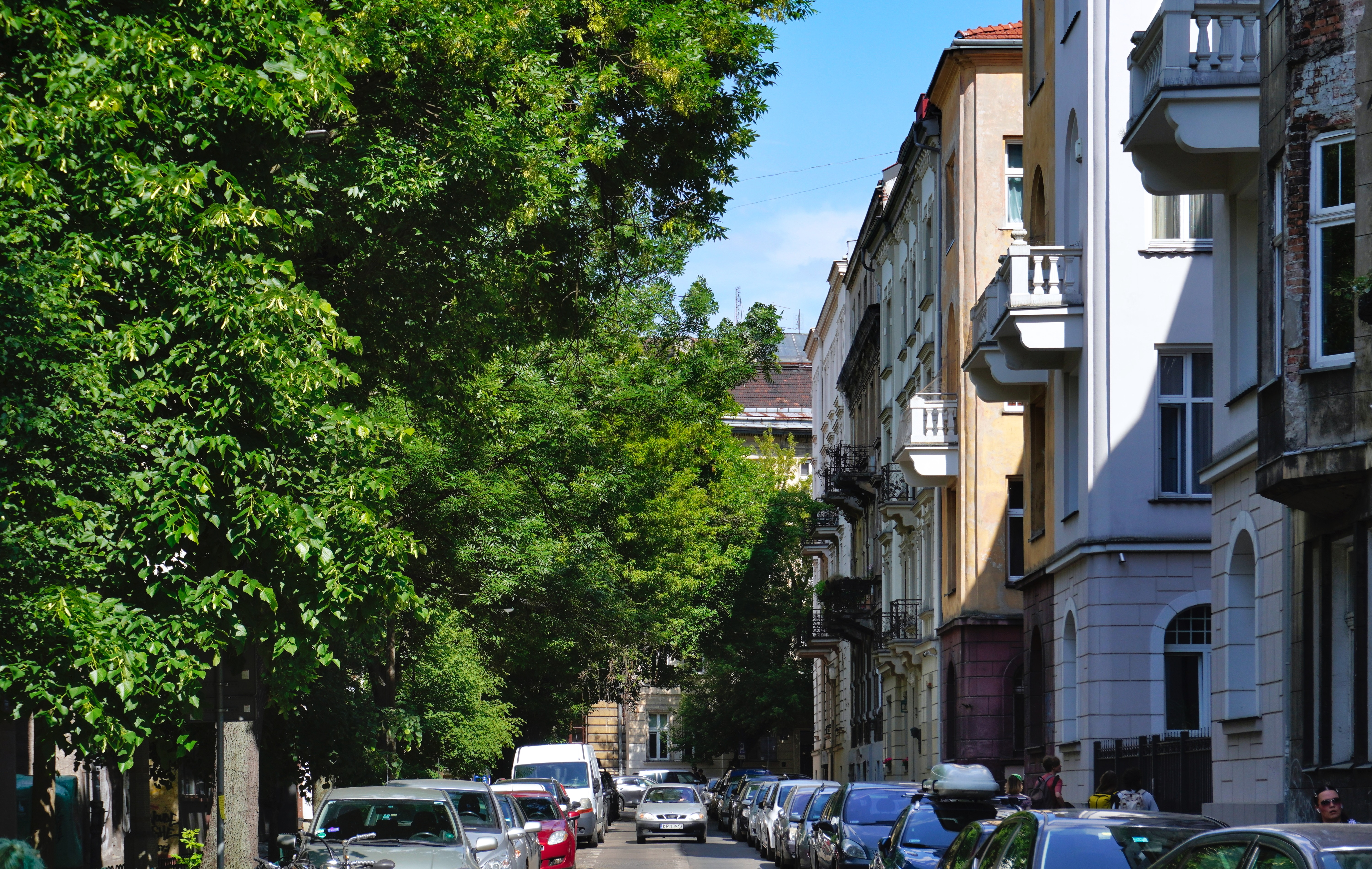
Widok od skrzyżowania z ul. Feldmana na wschód
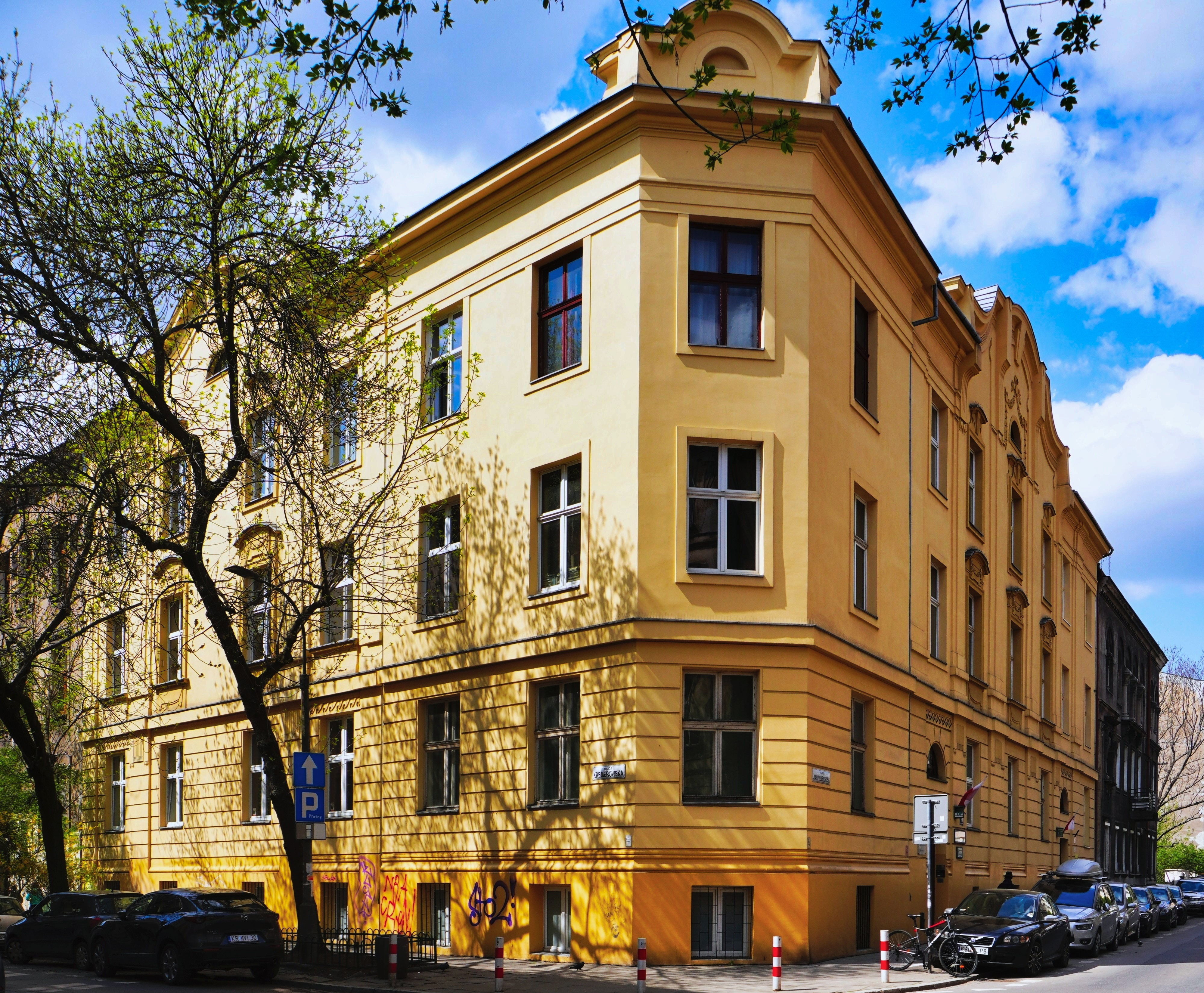
ul. Kremerowska 1 (ul. Sobieskiego 10–12) Kamienice (proj. Wacław Krzyżanowski i Józef Pakies, 1907)
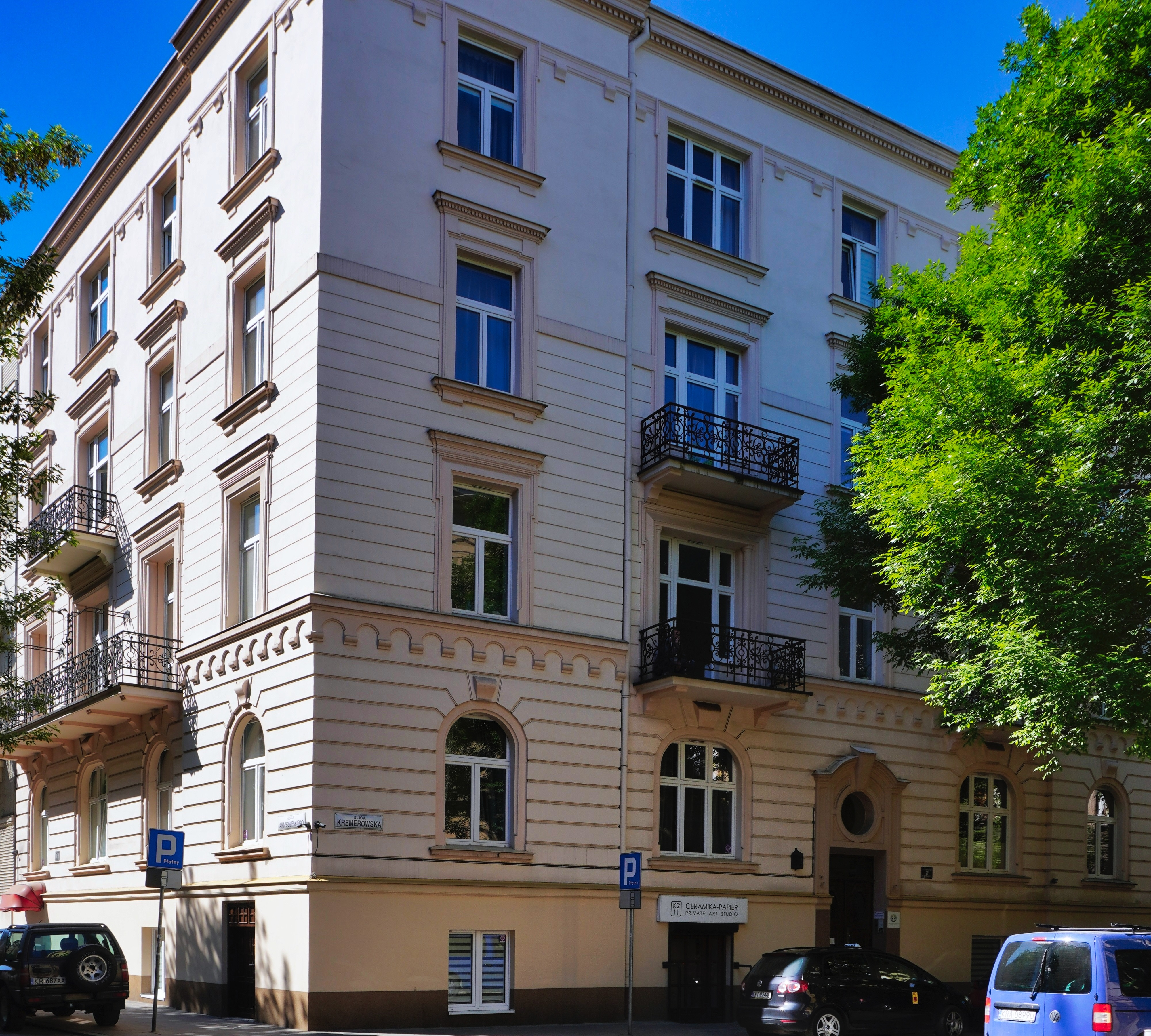
ul. Kremerowska 2 (ul. Sobieskiego 8) Kamienica (proj. Henryk Lamensdorf, 1913)
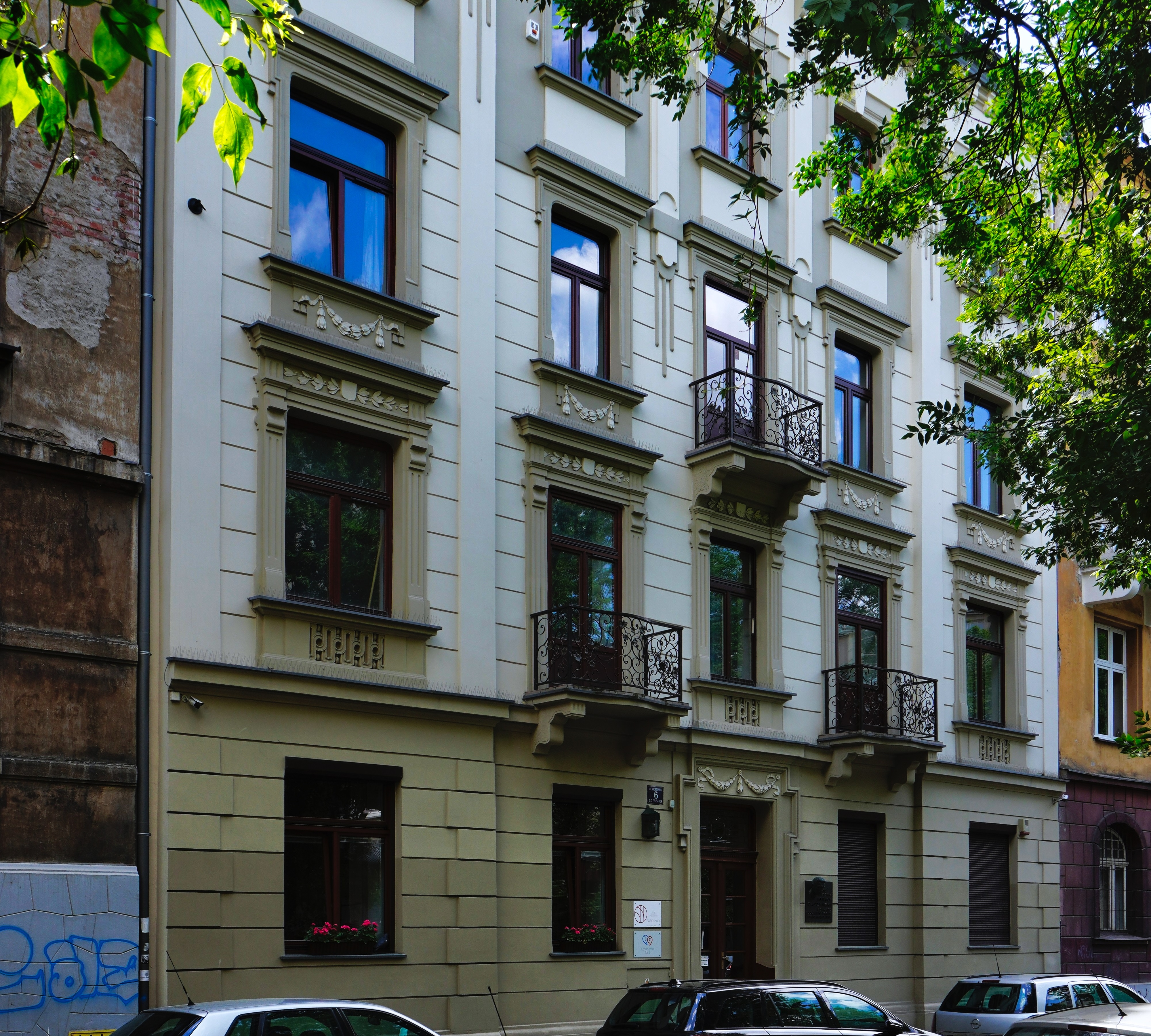
ul. Kremerowska 6 Kamienica (proj. Aleksander Biborski, 1910)
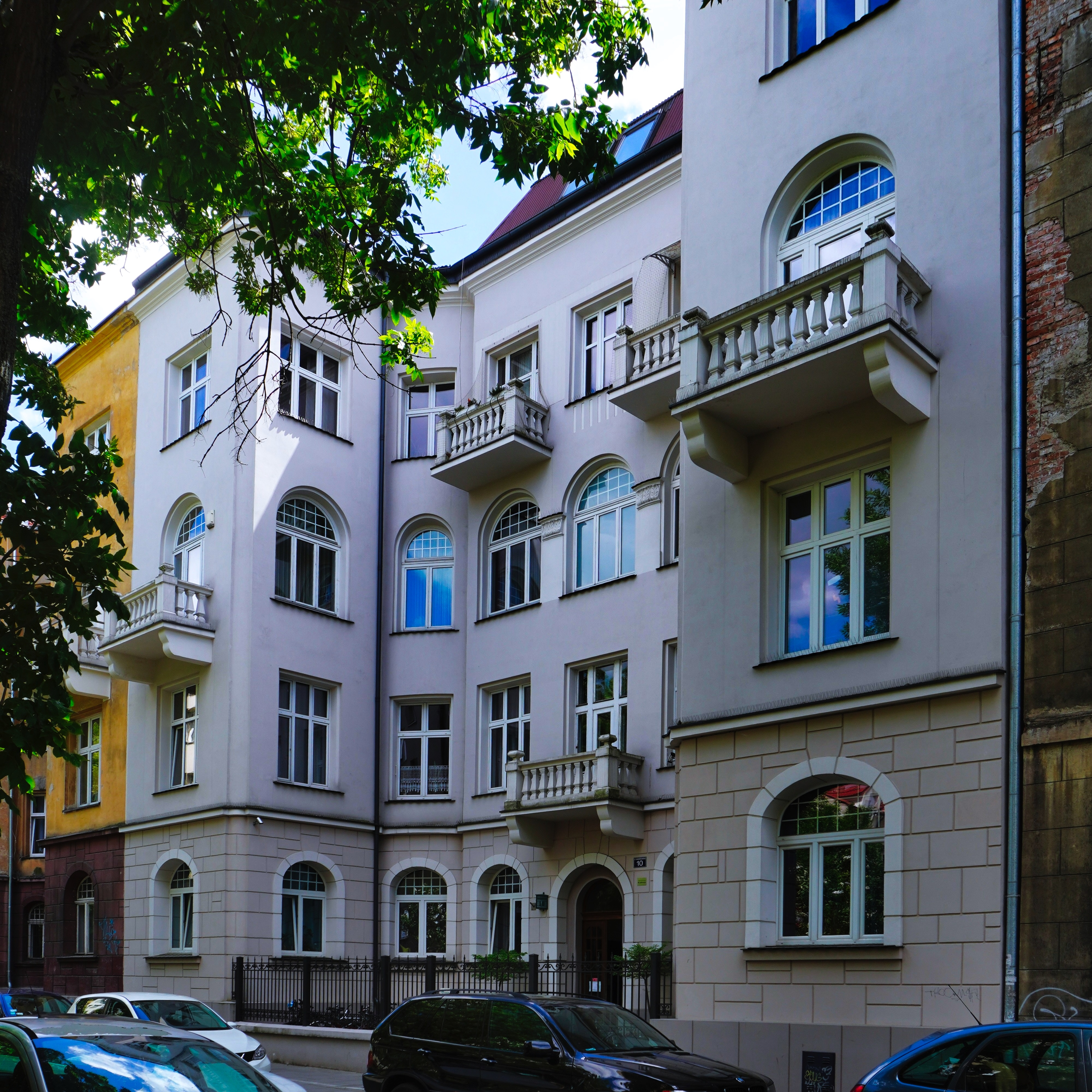
ul. Kremerowska 10 Kamienica (proj. Ludwik Gutman, ok. 1910)
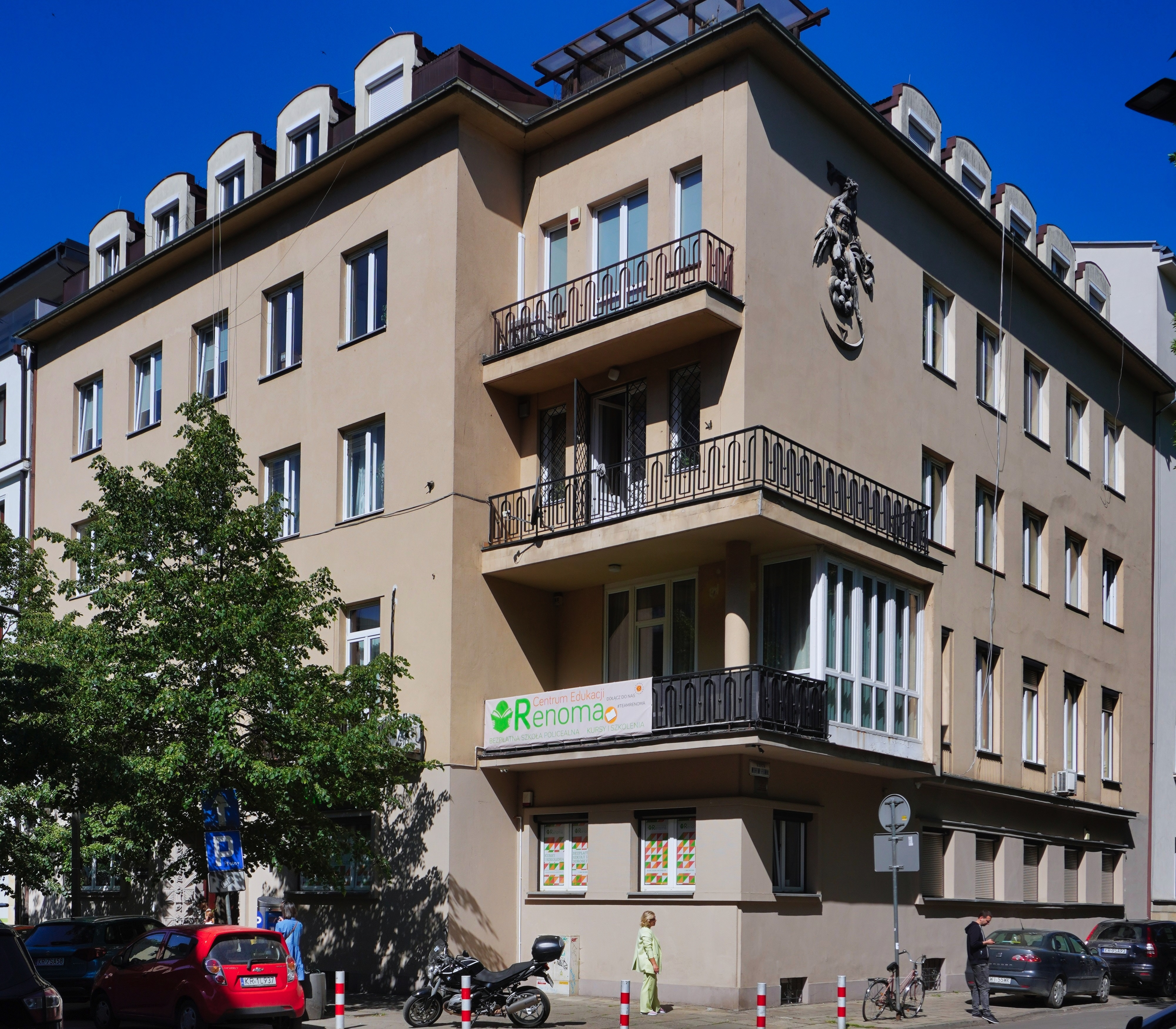
ul. Kremerowska 15 (ul. Feldmana 2) Modernistyczna kamienica (ok. 1930)